# Mali Mošunj
Mali Mošunj es un pueblo perteneciente al municipio de Vitez, en el cantón de Bosnia Central, Bosnia y Herzegovina.

## Superficie
Cuenta con una superficie de 3,14 kilómetros cuadrados.

## Demografía
Hasta 2013 la población era de 769 habitantes, con una densidad de población de 245,1 habitantes por kilómetro cuadrado.
| Gráfica de evolución demográfica de Mali Mošunj entre 1961 y 2013  |
|                                                                    |
| Datos según Population statistics of Eastern Europe & former USSR. |